# François Manet
Pour les articles homonymes, voir Manet.
L'abbé François Manet (Pontorson le 15 janvier 1764 - Saint-Malo le 18 juin 1844), est une personnalité religieuse de la Manche, également géographe.

## Biographie
François Gilles Pierre Barnabé Manet, est né le 15 janvier 1764  à Pontorson dans le diocèse d'Avranches. Ces parents étant allé s'établir à Saint-Malo il obtient l'accord de son évêque pour terminer ses études au séminaire local. En 1780 il est agréé dans son nouveau diocèse et il devient  prêtre le 22 décembre 1786. IL devient ensuite professeur au Collège de Dinan; Il quitte le collège en 1791. Prêtre insermenté il tente de se réfugier en Irlande mais il échoue et vit toute la Révolution dans la clandestinité. Faute de pouvoir lui mettre la main au collet, le représentant Le Carpentier se venge en faisant incendier sa riche bibliothèque.
Après la tourment il devient aumônier de l'Hospice et reçoit la direction de L'Institution de Saint-Malo en 1823 où il passe la plus grande partie de sa vie. En 1842 il est nommé membre honoraire du chapitre de chanoines de Rennes et il meurt à Saint Malo le 18 juin 1844.

## Son œuvre
Grand érudit d'histoire et de géographie, il publie quelques ouvrages comme Biographie des Malouins célèbres (1824). En 1834, il publie Histoire de la petite Bretagne ou Bretagne Armorique, éditions E Caruel.
Il est aussi l’auteur d’une étude géographique très précise sur la baie du mont Saint-Michel. En 1829 il publia De l'état ancien et de l'état actuel de la baie du mont Saint-Michel et de Cancale, des marais de Dol et de Châteauneuf aux éditions Everat à Paris. Dans cet ouvrage prenant à la lettre les légendes locales, il décrit la transgression marine qu'a effectivement connu la région comme un raz de marée qui aurait eu lieu en mars 709 (voir Raz de marée de mars 709). À la fin de l'ouvrage plusieurs cartes anciennes veulent donner avec une précision succincte la position de villages ou de monastères engloutis. Cet ouvrage lui valut la médaille d'or ainsi que 400 Francs par la Société royale et géographique de France lors de son assemblée solennelle du 28 mars 1828.
Son travail est très vite contredit par l'étude scientifique de ses sources et surtout par celle des sols (Alexandre Chèvremont, Les Mouvements du Sol sur les côtes occidentales de la France dans le golfe Normand-Breton, 1882, au chapitre 22). Le Bureau des Recherches Géologiques et Minières, établissement public dépendant du Ministère de l'Écologie ne cite pas d'événements en 709 dans la zone de la baie du Mont Saint Michel,.